# Титов Федір Іванович
Фе́дір Іва́нович Тито́в (1864 — 20 грудня 1935) — історик церкви, протоієрей, професор Київської духовної академії, редактор видання «рос. Киевские Епархиальные Ведомости» (з 1890-х pp.), останній дореволюційний настоятель Андріївської церкви. Член Київського товариства старожитностей і мистецтв, входив до Ради голів Київського товариства охорони пам'ятників старовини та мистецтва.

## Життєпис
Народився у родині священника, в селі Черкаське-Поречне Суджанського повіту Курської губернії, закінчив з відзнакою Курську духовну семінарію.
Він продовжив освіту в Київській духовній академії, де й залишився на кафедрі російської історії.
У період революційних потрясінь був делегатом Всеукраїнського православного собору, відстоював автономію Київської митрополії. У грудні 1918 року разом з переодягненими синами й митрополитом Платоном він у дипломатичному купе виїхав до Одеси, а потім через Афон у Белград.
Помер на 71 році життя у Белграді, де і був похований.

## Нагороди
- 1897 р. — Макаріївська премія (повна) за твір «Макарій Булгаков, митрополит Московський» (рос. Макарий Булгаков, митрополит Московский);
- 1914 р. — наперсний хрест з кабінету імператора Миколи II за твір «Російський царствуючий дім Романових в його відносинах до Київської духовної академії. 1615—1913 рр.» (рос. Русский царствующий дом Романовых в его отношениях к Киевской духовной академии. 1615—1913 гг.);
- 1895 р. — срібна медаль на пам'ять про імператора Олександра III;
- 1895 р. — орден св. Станіслава III ступеня;
- 1908 р. — орден св. Анни III ступеня,
- 1911 р. — орден св. Анни II ступеня,
- 1914 р. — орден св. Володимира IV ступеня,
- 1916 р. — орден св. Володимира III ступеня.

## Праці
- (рос.) Памятники православия и русской народности в Западной России в XVII—XVIII вв. — Ч. 1–3. — К., 1905
- (рос.) Русская православная церковь в польско-литовском государстве в XVII—XVIII вв.: Опыт церковно-исторического исследования (1654—1795). — К., 1907. — Т. 1
- (рос.) Западная Русь в борьбе за веру и народность в XVII—XVIII вв. Книга первая второй половины тома. — К., 1907. — Т. 3
- (рос.) Заграничные монастыри Киевской епархии в XVII—XVIII вв. — Ч. І; Общие сведения о заграничных монастырях Киевской епархии в XVII—XVIII вв. — К., 1916
- (рос.) Акты и документы, относящиеся к истории Киевской академии. — Отд. 3. — Т. 1–4. — К., 1910—1913
- Русский царствующий дом Романовых в отношениях его к Киево-Печерской лавре. 1613—1913 гг. Киев. Типография Киево-Печерской Успенской Лавры. 1913.
- (рос.) Императорская Киевская духовная академия в ее трехвековой жизни и деятельности (1615—1915): Историческая записка. — К., 1915
- (рос.) Типография Киево-Печерской Лавры: Исторический очерк. — К., 1918
- Матеріали для історії книжної справи на Вкраїні в XVI—XVIII ст.: Всезбірка передмов до українських стародруків. — К., 1924
- Стара вища освіта у Київській Україні XVI—XVIII ст.  [Архівовано 29 вересня 2017 у Wayback Machine.]— К., 1924.
- Тітов Хв. Матеріали для історії книжкової справи на Україні в XVI—XXIII в.в. : всезбірка передмов до укр. стародруків / проф. Хв. Тітов. — Київ: З друк. Укр. акад. наук, 1924. — 546 с. — (Українська Академія наук. Збірник історично-філологічного відділу ; № 17). [Архівовано 23 вересня 2020 у Wayback Machine.]

## Пам'ять
Видатному науковцеві присвячено одну з вітрин Музею Однієї Вулиці, де представлені оригінальні портрети і праці вченого.